# Przymiotnik
Przymiotnik – część mowy opisująca cechy istot żywych, rzeczy, zjawisk, pojęć i stanów. Nazwa wywodzi się od słowa „przymiot” – czyli cecha, właściwość, która opisuje właściwości dostrzegalne ludzkimi zmysłami oraz pozazmysłowe, wywnioskowane z zachowania istot żywych bądź właściwości przedmiotów. W przypadku zjawisk czy pojęć przymiotniki mogą mieć także charakter abstrakcyjny.

## Klasyfikacja i podział
Stosowana w przeszłości definicja przymiotnika jako części mowy odpowiadającej w mianowniku liczby pojedynczej na pytania: jaki? jaka? jakie? (a także – czyj? czyja? czyje? który? która? które?) obecnie uznana została za nieprecyzyjną, niepoprawną logicznie, przydatną jedynie w celach dydaktycznych. Podstawą zaliczenia jakiegoś wyrazu do przymiotników nie jest bowiem fakt odpowiadania przez niego na określone pytanie, lecz funkcja, jaką pełni on w języku.
Przymiotnikami nazywana jest pewna klasa wyrazów, wyróżniana w oparciu o następujące kryteria:
- semantyczne, czyli znaczeniowe (1);
- gramatyczne czyli:
  - słowotwórcze (2);
  - fleksyjne, czyli formalne (3);
  - składniowe, czyli syntaktyczne (4).

Kryteria słowotwórcze i fleksyjne są często określane wspólną nazwą kryteriów morfologicznych.
W języku polskim, aby dany wyraz mógł być zaliczony do przymiotników, powinien on:
- (1)
  - a) dostarczać dodatkowej, szczegółowej informacji o rzeczowniku;
  - b) nazywać (określać, wyrażać) pewną cechę (własność, właściwość) jakościową lub relacyjną przedmiotów, osób, zwierząt, roślin, zjawisk albo pojęć abstrakcyjnych.

- (2) być utworzony poprzez:
  - a) dodanie do podstawy słowotwórczej przyrostka:
    - -owy, -ny, -any, -ski, -isty, -i, -y, np. domowy, bokserski, szklany, ziarnisty, bociani, szczurzy (przymiotniki odrzeczownikowe);
    - -owski, – cki, np. pezetpeerowski, chadecki, endecki (przymiotniki utworzone od skrótowców);
    - -ny, -liwy, -iwy, -alny, -ły, np. znany, tęskliwy, godziwy, powtarzalny (przymiotniki odczasownikowe);
    - -awy, -utki, -uteńki, -uśki, -sieńki, -eńki, np. zielonawy, czarniutki, żółciuśki, zieloniuteńki, maluteńki (przymiotniki odprzymiotnikowe);
    - -ejszy, -ny, -eczny, -owy, np. dzisiejszy, ranny, dostateczny, dwudniowy (przymiotniki odprzysłówkowe);
    - –ski, -owy, -ny, np. podgórski, przydomowy, naprzemienny (przymiotniki utworzone od wyrażeń przyimkowych);

  - b) dodanie do podstawy słowotwórczej przedrostka prze-, przy-, nad-, pod- oraz formantu przyrostkowego -ony, -ny, -iwy, -wy, np. przewrażliwiony, nadwrażliwy, przymilny, podgorączkowy (przymiotniki odprzymiotnikowe);
  - c) połączenie dwu lub więcej podstaw słowotwórczych interfiksem (interfiksami) -o- i dodanie do ostatniego członu przyrostka -ski lub -ny (-ni), np. biało-czerwono-niebieski, lewostronny, piętnastoletni, prawdomówny, noworoczny, czcigodny (przymiotniki złożone).

- (3)
  - a) nie posiadać określonego rodzaju (w odróżnieniu od rzeczownika);
  - b) odmieniać się przez przypadki, rodzaje i liczby;
  - c) przyjmować formę gramatyczną zgodną pod względem przypadku, liczby i rodzaju z formą gramatyczną określanego rzeczownika lub (rzadziej) zaimka osobowego;
  - d) przyjmować końcówki fleksyjne według tzw. deklinacji przymiotnikowej (w przeciwieństwie do wielu typów deklinacji rzeczownikowych przymiotniki mają tylko jeden model odmiany, a jego nieznaczne modyfikacje zależą od rodzaju spółgłoski kończącej temat).

- (4)
  - a) pełnić w zdaniu przede wszystkim funkcję przydawki przymiotnikowej (charakteryzującej, wyodrębniającej, ilościowej lub dzierżawczej), przy czym może to być przydawka:
    - do podmiotu, np. Cicha woda brzegi rwie;
    - do orzecznika orzeczenia imiennego, np. On jest zawodowym sportowcem;
    - do dopełnienia, np. Przeczytałem ciekawą książkę;
    - do okolicznika, np. Na pagórku niewielkim stał dwór szlachecki. Zdarzyło się to ciemną nocą;
    - do przydawki dopełnieniowej, np. Mieszkał w domu z czerwonej cegły;

(funkcje pierwszorzędne – prymarne);
- - b) w pewnych sytuacjach pełnić w zdaniu także rolę:
    - orzecznika orzeczenia imiennego, np. Adaś jest wysoki;
    - podmiotu, np. Bogaty biednego nie zrozumie. Chorzy zostali ewakuowani ze szpitala;
    - dopełnienia, np. Robin Hood zabierał bogatym, a dawał biednym;

(funkcje drugorzędne – sekundarne);
- - c) pozostawać w zdaniu:
    - w związku zgody z podmiotem, orzecznikiem, dopełnieniem, okolicznikiem lub przydawką dopełnieniową jako przydawka (rodzaj, liczba, przypadek);
    - w związku rządu z łącznikiem jako orzecznik;
    - w związku zgody (głównym) z orzeczeniem jako podmiot (rodzaj, liczba);
    - w związku rządu z orzeczeniem jako dopełnienie;

  - d) pozostawać w związku rządu lub przynależności z własnymi określeniami o charakterze odpowiednio – dopełnienia bądź okolicznika, przy czym mogą to być:
    - przysłówki, np. bardzo pożyteczna roślina;
    - rzeczowniki, np. pisarz żądny sławy;
    - wyrażenia przyimkowe, np. pacjent chory na grypę.

  - e) jako przydawka w szyku wyrazów zajmować miejsce najczęściej bezpośrednio przed określanym rzeczownikiem, rzadziej – bezpośrednio po nim, a jedynie w wyjątkowych przypadkach – w innym miejscu zdania (co może wynikać np. z akcentu zdaniowego).

Przymiotnik jest więc zasadniczo wyrazem odmiennym i autosyntagmatycznym (tzn. samodzielnym składniowo – może spełniać zarówno funkcję składnika wypowiedzenia, jak i sam stanowić równoważnik zdania). Odnosząc się do cechy, czyli pewnego elementu rzeczywistości pozajęzykowej, przymiotnik stanowi także wyraz samodzielny znaczeniowo (samodzielnie znaczący, samoznaczący, autosemantyczny, pełnoznaczny).
Sytuacja idealna występuje wówczas, gdy wyraz spełnia wszystkie podane
kryteria. Wówczas jego przynależność do przymiotników nie budzi żadnych wątpliwości,
np. chory, zdrowy, bogaty, biedny itp. Często jednak zalicza się do przymiotników
także wyrazy spełniające tylko część podanych kryteriów.
W języku polskim wyróżniano dawniej cztery następujące grupy przymiotników:
- Przymiotniki jakościowe (bezwzględne, charakteryzujące) – określają one właściwości osób, zwierząt, roślin i przedmiotów w sposób bezpośredni, wskazując na ich bezwzględne (tzn. przypadkowe, niestałe, zmienne) cechy, np. formę (okrągły, podłużny), rozmiar (wielki, mały), smak (kwaśny, słony), kolor (zielony, biały), temperaturę (zimny, gorący) itp. Istotą cech, do których odnoszą się przymiotniki jakościowe, jest to, że mogą one występować w mniejszym lub większym natężeniu (nasileniu, intensywności), i w związku z tym przymiotniki te podlegają stopniowaniu (np. miły, milszy, najmilszy). Charakterystycznymi cechami znacznej części przymiotników jakościowych jest także fakt posiadania przez nie antonimów (np. tłusty-chudy, ciepły-chłodny itp.), a także możliwość tworzenia od nich przysłówków (duży-dużo, czarny-czarno) i rzeczowników abstrakcyjnych (szary- szarość, miły-miłość).

- Przymiotniki relacyjne (względne, gatunkujące, klasyfikujące, wyróżniające) – określają one właściwości osób, rzeczy, roślin, przedmiotów lub pojęć abstrakcyjnych w sposób pośredni. Wyrażają względne (tzn. stałe, niezmienne) cechy i właściwości danego przedmiotu. Wskazują na cechę gatunkową, wyróżniającą, a nie po prostu na jedną z wielu cech przedmiotu. Są tworzone od innych części mowy, wskazujących na jakąś właściwość. Przymiotniki te określają cechy, które mogą odnosić się np. do materiału, z którego dany przedmiot wykonano (kamienna rzeźba), charakteru substancji chemicznej (kwas siarkowy), typu pojazdu (lokomotywa spalinowa), rodzaju czynności wyrażonej rzeczownikiem (odprawa celna, przelew bezgotówkowy), czasu (letnia olimpiada) czy miejsca (sklep osiedlowy). Istotą cech, które wyrażają przymiotniki relacyjne, jest brak możliwości określenia stopnia ich natężenia (można tylko stwierdzić, że przedmiot lub osoba ma daną cechę albo właściwość, lub że jej nie posiada). Z tego względu przymiotników tych nie można stopniować. Przymiotniki relacyjne zwykle nie posiadają antonimów, ponadto na ogół nie można od nich utworzyć przysłówków ani rzeczowników abstrakcyjnych.

- Przymiotniki dzierżawcze (włączane są czasem do relacyjnych) – stwierdzają, do kogo należy dana rzecz, np. Janów dom = dom Jana (archaizm fleksyjny, obecnie występuje jedynie w niektórych gwarach), Ewangelia Mateuszowa, ojcowska rada, babcine ciasto, mysi ogon, lisia kita, szczurzy pyszczek, bociani dziób, krowie wymię, końska grzywa, rybia łuska.

- Przymiotniki nieodmienne – zwykle obcego pochodzenia, określają rzeczowniki, lecz nie podlegają odmianie przez przypadki, rodzaje ani liczby, np. mundur khaki, super samochód, top modelka, sukienka mini.

Ten podział przymiotników jest nadal stosowany, lecz uznawany za niepełny.
Ostatnio w wielu nowych opracowaniach gramatycznych wszystkie wyżej wymienione
kryteria klasyfikacyjne traktuje się równorzędnie, a za przymiotnik uznawany jest wyraz spełniający przynajmniej niektóre z nich. Zgodnie z tymi zasadami do przymiotników włączono
więc wiele klas wyrazów wcześniej zaliczanych do zaimków i liczebników, a także pewne formy fleksyjne czasowników.
Stosowana jest również klasyfikacja:
- tylko w oparciu o kryterium składniowe;
- tylko w oparciu o kryterium fleksyjne;
- mieszana fleksyjno-składniowa.

Zdecydowanie mniej użyteczne i rzadziej stosowane są kryteria semantyczne i słowotwórcze.
Z powyższych względów nie ma obecnie powszechnej zgody wśród językoznawców co do przynależności niektórych grup wyrazów do przymiotników.
W zależności od wybranego kryterium do przymiotników zaliczane są, oprócz wcześniej wymienionych, także niektóre z następujących grup wyrazów:
- dawne zaimki rzeczowne:
  - dzierżawcze – mój, twój, nasz, wasz, jego, jej, ich, pana, pani, panów, pań, państwa;
  - dzierżawczo-zwrotny – swój.

- dawne zaimki liczebne:
  - nieokreślone – dużo, mało, trochę, wiele;
  - upowszechniający – wszystek.

- dawne zaimki przymiotne:
  - upowszechniający – każdy;
  - przeczące – nijaki, niczyj, żaden;
  - pytajne – jaki, który, czyj, co za;
  - pytajne wzmocnione – jakiż, któryż, czyjże, cóż za;
  - względne – jaki, który, czyj, co;
  - nieokreślone – jakiś, któryś, czyjś, jakikolwiek, którykolwiek, czyjkolwiek, jaki bądź, który bądź, czyj bądź, lada jaki, lada który, lada czyj, byle jaki, byle który, byle czyj, pewien, niejaki, niektóry, niejeden, jaki taki;
  - wskazujące (określone) – ten, tamten, ów, taki, ten sam, taki sam, inny.

- dawne liczebniki:
  - porządkowe – pierwszy, drugi, trzeci;
  - wielorakie określone – jednoraki, dwojaki, trojaki;
  - wielorakie nieokreślone – iloraki, wieloraki;
  - mnożne – pojedynczy, podwójny, potrójny, poczwórny;
  - wielokrotne określone – jednokrotny, dwukrotny, stukrotny;
  - wielokrotne nieokreślone – ilokrotny, parokrotny, wielokrotny;
  - przysłówkowe określone – dwukrotnie, stukrotnie;
  - przysłówkowe nieokreślone – ilokrotnie, parokrotnie, kilkukrotnie, kilkunastokrotnie, kilkudziesięciokrotnie, kilkusetkrotnie, wielokrotnie.

- dawne imiesłowy przymiotnikowe:
  - teraźniejsze czynne, np. uciekający kot, spadająca gwiazda, biegnące dziecko;
  - przeszłe bierne, np. przeczytany artykuł, wykonana praca, spełnione marzenie.

Wymienione powyżej grupy wyrazów nie spełniają wszystkich cech przymiotników (głównie
semantycznych), jednak zalicza się je do przymiotników ze względu na ich przymiotnikową funkcję w zdaniu i/lub morfologię.

## Stopniowanie
Za pomocą przymiotników określane są cechy osób i rzeczy. Natężenie tych cech może być różnicowane, co gramatycznie wyraża się poprzez stopniowanie, któremu podlegają wyłącznie przymiotniki jakościowe. Wyróżnia się trzy stopnie intensywności cechy: równy
(łac. radus positivus), wyższy (łac. Gradus comparativus), najwyższy (łac. Gradus superlativus).
W języku polskim istnieją trzy formy stopniowania:
- prosta – w stopniu wyższym dodaje się przyrostek -szy, a w stopniu najwyższym przedrostek naj-, np. ciepły, cieplejszy, najcieplejszy;
- opisowa – w stopniu wyższym dodaje się wyraz bardziej, a w stopniu najwyższym –najbardziej, np. interesujący, bardziej interesujący, najbardziej interesujący.
- nieregularna – np. zły-gorszy-najgorszy.

Możliwe jest także stopniowanie „w dół”, czyli cecha może być osłabiana, a nie wzmacniana, np. interesujący, mniej interesujący, najmniej interesujący – mamy wówczas do czynienia ze stopniem równym, niższym i najniższym. Stopniowanie w kierunku ujemnym jest zawsze opisowe.
Następujące przymiotniki stopniują się nieregularnie (w stopniu wyższym i najwyższym następuje zamiana wyrazu): dobry – lepszy – najlepszy; zły – gorszy – najgorszy;
duży – większy – największy.
Stopniowanie innych przymiotników jakościowych jest regularne, lecz czasami występują w nim oboczności i inne ślady procesów fonetycznych, np. mały – mniejszy – najmniejszy, lekki – lżejszy – najlżejszy.
Większość przymiotników jakościowych można stopniować na dwa sposoby, ale niektóre tylko opisowo, np. rycerski, znany.
W polszczyźnie mówionej spotyka się niekiedy skontaminowane formy stopniowania przymiotnikowego w stopniach wyższym i najwyższym, będące wynikiem skrzyżowania dwóch rodzajów stopniowania – prostego i opisowego. Konstrukcje takie (np. Ta paczka jest o wiele bardziej cięższa od tamtej.) są sprzeczne z normami polszczyzny standardowej, w której należałoby powiedzieć: Ta paczka jest o wiele cięższa (znacznie cięższa, dużo cięższa, wyraźnie cięższa) od tamtej.

## Inne języki
Nie w każdym języku da się wyróżnić jasną klasę przymiotników; przykładowo w języku japońskim przymiotniki mogą być definiowane jako podklasa czasowników, a w języku malajskim/indonezyjskim przymiotniki zachowują się jak czasowniki nieprzechodnie. 

### Esperanto
W esperanto przymiotnik zawsze przyjmuje końcówkę -a. Przez przypadki i liczby odmienia się tak jak rzeczownik. Stopniuje się przez dodanie wyrazu pli (stopień wyższy) i plej (stopień najwyższy).